# Liste des épisodes de Sliders
Cet article présente la liste des épisodes de la série télévisée américaine Sliders : Les Mondes parallèles. Les épisodes sont classés selon l'ordre de diffusion, qui ne respecte pas l'ordre dans lequel les épisodes ont été produits, ce qui cause quelques incohérences,  comme l'épisode 5 de la saison 1 débutant avec les glisseurs coincé au sommet du Transamerica Pyramid dans un San Francisco englouti par les eaux, alors que le Tsunami responsable du désastre n'apparait qu'à la fin de l'épisode 6.

## Première saison (1995)
1. Le Monde selon Lénine - 1re partie (Pilot - Part 1)
2. Le Monde selon Lénine - 2e partie (Pilot - Part 2)
3. Un monde hippie (Summer of Love)
4. Un monde très "British" (Prince of Walls)
5. Un monde sans maladie (Fever)
6. La Fin du monde (Last Days)
7. Le Monde de l'intellect (Eggheads)
8. Un monde au féminin (The Weaker Sex)
9. Un monde pour Rembrandt (The King is Back)
10. Un monde parfait (Luck of the Draw)

## Deuxième saison (1996)
1. Un monde mystique (Into the Mystic)
2. Un monde sans hommes (Love Gods)
3. Un monde sans technologie (Gillian of the Spirits)
4. Un monde impitoyable (The Good, The Bad and the Wealthy)
5. Un monde carcéral (El Sid)
6. Un monde sans constitution (Time Again and World)
7. Le Monde des dinosaures (In Dino Veritas)
8. Un monde de renommée (Post Traumatic Slide Syndrome)
9. Un monde clairvoyant (Obsession)
10. Un monde incorruptible (Greatfellas)
11. Un monde de jeunes (The Young and The Relentless)
12. Un monde d'envahisseurs (Invasion)
13. Le Monde de Chronos (As Time Goes By)

## Troisième saison (1996-1997)
1. Un monde de jeux mortels (Rules of The Game)
2. Un monde sans ressources (Double Cross)
3. Un monde de tornades (Electric Twister Acid Test)
4. Un monde retrouvé (The Guardian)
5. Un monde obsédant (The Dream Masters)
6. Un monde d'eau pure (Desert Storm)
7. Un monde enchanté (Dragon Slide)
8. Un monde de feu sacré (The Fire Within)
9. Un monde de partage (The Prince of Slides)
10. Un monde de justice médiatique (Dead Man Sliding)
11. Un monde d'androïdes (State of the A.R.T)
12. Un monde endetté (Season's Greedings)
13. Un monde de stress (Murder Most Foul)
14. Un monde de pyramides (Slide Like an Egyptian)
15. Un monde d'éternelle jeunesse (Paradise Lost)
16. Un monde d'exode - 1re partie (The Exodus - Part 1)
17. Un monde d'exode - 2e partie (The Exodus - Part 2)
18. Un monde de zombies (Sole Survivors)
19. Un monde d'aliens (The Breeder)
20. Un monde de nécrophages (The Last of Eden)
21. Un monde de brume (The Other Slide of Darkness)
22. Un monde de trafic (Slither)
23. Un monde de déjà-vu (Dinoslide)
24. Un Monde selon Stoker (Stoker)
25. Un monde hybride (This Slide of Paradise)

## Quatrième saison (1998-1999)
1. Un monde sous tutelle (Genesis)
2. Un monde de faux prophètes (Prophets and Loss)
3. Un monde de cobayes (Common Ground)
4. Un monde virtuel (Virtual Slide)
5. Un monde surpeuplé (World Killer)
6. Un monde fraternel (Oh Brother, where art thou ?)
7. Un monde heureux (Just Say Yes)
8. Un monde fantomatique (The Alternateville Horror)
9. Un monde sans issue (Slidecage)
10. Un monde dévasté (Asylum)
11. Un monde de répression (California Reich)
12. Un monde inhumain (The Dying Fields)
13. Un monde télévisé (Lipschitz Live !)
14. Un monde de retrouvailles (Mother and Child)
15. Un monde connecté (Net Worth)
16. Un monde robotisé (Slide by Wire)
17. Un monde de synthèse (Data World)
18. Un monde cupide (Way Out West)
19. Un monde de clones (My Brother's Keeper)
20. Un monde d’élus (The Chasm)
21. Un monde en déroute (Roads Taken)
22. Un monde d’illusions (Revelations)

## Cinquième saison (1999-2000)
1. Un monde sans ancrage (The Unstuck Man)
2. Un monde de fluctuations quantiques (Applied Physics)
3. Un monde en guerre (Strangers and Comrades)
4. Un monde loin des barbares (The Great Work)
5. Un monde de félicité illusoire (New Gods for Old)
6. Un monde de crédit illimité (Please Press One)
7. Un monde de presse à scandale (A Current Affair)
8. Un monde de café jazz (Java Jive)
9. Un monde de conquête spatiale (The Return of Maggie Beckett)
10. Un monde de fumeurs (Easy Slide)
11. Un monde requiem (Requiem)
12. Un monde de créativité proscrite (Map of the Mind)
13. Un monde de morts programmées (A Thousand Deaths)
14. Un monde de pirates (Heavy Metal)
15. Un monde où le cristal vit (To Catch a Slider)
16. Un monde de poussière (Dust)
17. Un monde prêt à disparaître (Eye of the Storm)
18. Un monde de fans (The Seer)